# Eupithecia livida
Eupithecia livida är en fjärilsart som beskrevs av Karl Dietze 1913. Eupithecia livida ingår i släktet Eupithecia och familjen mätare. Inga underarter finns listade i Catalogue of Life.